# 劉爾金
劉爾金（1969年10月2日—），台灣影視男演員、主持人、相聲表演藝術家，在1988年時宋少卿、黃子佼、卜學亮、林佩君組成「帥哥綜藝團」而出道，進入演藝圈。畢業於世界新聞專科學校五專部廣播電視科。

## 生平

### 演藝事業
1988年8月參加中華電視台選秀節目《青春大對抗》獲得衛冕，與宋少卿、黃子佼、卜學亮等人組成「帥哥綜藝團」出道。1999年8月26日，循古禮拜相聲大師吳兆南為師，學習相聲。

## 酒駕事件
2010年12月17日晚間，劉爾金在台北市忠孝東路和友人於羊肉爐餐廳用餐、喝酒，劉在飯局結束、隔天(18日)凌晨1點多開車經過安和路時遭警方臨檢；臨檢發現呼氣酒精濃度達每公升1.11毫克，將他送辦。台北地檢署檢察官偵查後，認為劉爾金犯後坦承犯行、態度良好、所生危害不大、已書立悔過書，裁定緩起訴處分，並應在緩起訴處分確定後向國庫支付新台幣85000元並接受6小時交通安全講習。

## 主持作品
- 台視《快樂聖代》
- 台視《冰冰棒棒》(與白冰冰、郭子乾主持)
- 中視《統一發票開獎特別節目》(與馬維欣主持)
- 衛視中文台《電玩大觀園》
- 超視《風水大開槓》
- 傳訊電視大地頻道《台灣傳奇》
- GTV28《青春Y皮書》
- 八大綜藝台《歡樂五福星》(與白冰冰、方駿、李登財、康康主持)
- 中廣流行網《生活大富翁》
- 大愛電視台《情牽四萬里》(與姬天語主持)

## 相聲
- 2002年吳兆南相聲劇藝社《中華民國在台灣》
- 2002年吳兆南相聲劇藝社《吳中聲有》
- 2003年吳兆南相聲劇藝社《吳室生蜚》
- 2004年吳兆南相聲劇藝社《吳党所宗》
- 2005年吳兆南相聲劇藝社《吳雞之談》
- 2008年吳兆南相聲劇藝社《吳間道》
- 2010年吳兆南相聲劇藝社《吳聊》
- 2011年吳兆南相聲劇藝社《百年相聲．起藝吧！》（赴馬來西亞巡迴演出）
- 2012年吳兆南相聲劇藝社《百年相聲．起藝吧！》（赴美西巡迴演出）
- 2012年吳兆南相聲劇藝社《相聲憂末日？幽默日！》
- 2013年吳兆南相聲劇藝社《兩岸笑星會》《相聲．愛你一生》
- 2014年吳兆南相聲劇藝社《步步驚喜之吳門真煩傳》《相聲．綠藝術》
- 2015年吳兆南相聲劇藝社《兩岸笑星會II》《www.相聲.com》
- 2016年吳兆南相聲劇藝社《兩岸笑星會III-相聲聯盟》《不可能的相聲》
- 2017年吳兆南相聲劇藝社《相聲聯盟II-盜墓札記》《相聲大學笑》

## 電視劇
| 劇名                           | 角色           | 備註 |
| ------------------------------ | -------------- | ---- |
| 《我們一家都是人》             | 劉農           | 1995 |
| 《流星花園》                   | 管家           | 2001 |
| 《貧窮貴公子 》                | 隆爸           | 2001 |
| 《鳥來伯與十三姨》             | 马文彬         | 2002 |
| 《U-Touch四號宿舍》            | 教官           | 2002 |
| 《愛情風味屋》                 | 陳主廚         | 2002 |
| 《雙面教父》                   | 主任           | 2002 |
| 《終極一班》                   | 外科醫師       | 2005 |
| 《終極三國》                   | 葉赫那啦．雄封 | 2009 |
| 《藍海一加一》                 | 戴朝煌         | 2010 |
| 《戲說台灣》-布袋和尚          | 布袋和尚       | 2010 |
| 《我的燦爛人生》               | 吳允甫         | 2011 |
| 《廉政英雄》第八單元：雨衣大盜 | 吳志翔         | 2012 |
| 《湖南卫视 天才碰麻瓜》        | 謝正己         | 2013 |
| 《聽見幸福》                   | 徐父           | 2015 |
| 《阿嬌姨的苦甘人生》           | 陳世琦         | 2015 |
| 《大林學校》                   | 登松           | 2020 |
| 《墜愛》                       | 錢會長         | 2020 |
| 《天巡者》                     | 貨運老闆       | 2020 |
| 《女力報到－正好愛上你》       | 史蒂芬         | 2020 |
| 《因為我喜歡你》               | 趙豐良         | 2020 |
| 《女力報到－最美的約定》       | 史蒂芬         | 2020 |
| 《迎風而立》                   | 何天財         | 2020 |
| 《國際橋牌社》                 | 白羽           | 2020 |
| 《你安全嗎》                   | 老闆           | 2022 |
| 《搜尋者》                     | 羅房東         | 2023 |

## 電影
| 年份   | 劇名                     | 飾演         |
| ------ | ------------------------ | ------------ |
| 1989年 | 長大的感覺真好           |              |
| 2012年 | 痞子英雄首部曲：全面開戰 | 心理治療師   |
| 2019年 | 幻術                     | 林洋港       |
| 2021年 | 青春換日線               | 劉金         |
| 2023年 | 消失的她                 | 酒店大堂經理 |

## 外部連結
- 劉爾金的Facebook專頁
- 劉爾金在豆瓣上的资料（简体中文）